# Jonathan Joseph (muzyk)
Jonathan Joseph (ur. 15 października 1966 w Miami, Floryda) – amerykański perkusista. Absolwent University of Miami School of Music. Współpracował m.in. z takimi wykonawcami jak: Jeff Beck, David Sanborn, Joss Stone, Tal Wilkenfeld, Pat Metheny, Joe Zawinul, Bill Evans, Ricky Martin, Randy Brecker, Alexander O’Neal, Mike Stern, Jeff Andrews, Torres oraz Al Jarreau.
Muzyk jest endorserem instrumentów firm Sakae, Sabian, Yamaha i Evans.

## Publikacje
- Modern Drummer Presents Exercises in African-American Funk: Mangambe, Bikutsi and the Shuffle, 2015, Modern Drummer Publications, ISBN 978-1-4950-2549-5